# Heterorrhina tibialis
Heterorrhina tibialis – gatunek chrząszcza z rodziny poświętnikowatych, podrodziny kruszczycowatych i plemienia Goliathini.
Gatunek ten został opisany w 1849 przez Johna Obadiah Westwooda.
Ciało długości od 21 do 23 mm i szerokości od 11 do 11,5 mm, raczej wydłużone i wklęśnięte, z wierzchu umiarkowanie błyszczące i silnie punktowane. Ubarwienie trawiastozielone ze zwykle bardziej żółtawym spodem, ceglastymi bocznymi brzegami tylnych bioder i goleniami z wyjątkiem końcówek. Nadustek w obrysie kwadratowy, z przodu nieco rozszerzony, u samic pośrodku przedniego brzegu uzębiony. Przedplecze trójkątne, o bakach silnie z przodu zbieżnych, a z tyłu słabo zakrzywionych. Na pokrywach obecne rowki, punktowanie, a po bokach i na wierzchołkach pomarszczenie. Pygidium raczej pomarszczone. Śródpiersie o długim, nieco ściętym i tępym wyrostku.
Chrząszcz orientalny, znany z indyjskich stanów Asam i Sikkim oraz z Nepalu.